# Твоят ден, докторе
„Твоят ден, докторе“ е българска телевизионна новела от 1986 година по сценарий на известния белетрист Димитър Гулев и режисура на Димитър Караджов.

## Сюжет
Един разказ за всекидневния лекарски подвиг..

## Състав

### Актьорски състав
| В главните роли | Изпълнител      |
| --------------- | --------------- |
| професор Милев  | н.а. Иван Янчев |